# Babyface Ray
Babyface Ray, pseudonimo di Marcellus Rayvon Register (Detroit, 7 febbraio 1991), è un rapper statunitense.

## Biografia
Babyface Ray ha conseguito la sua prima entrata nella Billboard 200 col primo album in studio Face (2022), esordendo al 31º posto della classifica. Mob, reso disponibile nel dicembre 2022, ha fatto l'ingresso nella classifica alla 54ª posizione.
Nella primavera del 2023 è stato impegnato col Courtesy of the Mob Tour, mentre nel luglio 2023 viene presentato un terzo disco di inediti, dal titolo Summer's Mine; il progetto ha segnato la terza entrata del rapper nella top 100 della Billboard 200.

## Discografia

### Album in studio
- 2022 – Face
- 2022 – Mob
- 2023 – Summer's Mine
- 2024 – The Kid That Did

### EP
- 2017 – I Did This Today
- 2017 – New Wave (con RJ Lamont)
- 2018 – I Did This Today 2
- 2018 – Live from the House
- 2019 – Palm Trees (con NipscoGang Foreign)
- 2020 – For You
- 2021 – Unfuckwitable
- 2021 – From the D to the O

### Mixtape
- 2015 – MIA Season
- 2015 – Young Wavy
- 2017 – Legend
- 2017 – Trillest
- 2017 – Ghetto Wave (con Peezy)
- 2019 – The Last One Left
- 2019 – MIA Season 2

### Singoli
- 2014 – Who Beat Is This
- 2016 – F**k Rap (feat. Peezy)
- 2017 – Go Live (feat. G.T.)
- 2017 – Departure at 4:53
- 2017 – Plays (feat. Talibando)
- 2017 – On 10
- 2017 – The Family (feat. Peezy)
- 2018 – Never Running Out (con Roleygangblue)
- 2018 – Ashanti
- 2018 – Amount
- 2018 – Still Thuggin
- 2018 – Showed Me
- 2018 – All Grind
- 2018 – Ola!
- 2018 – Drip Off Me
- 2019 – Champions (con Icewear Vezzo)
- 2019 – Running
- 2019 – I Went to New York
- 2019 – Poor Decisions
- 2019 – Heavy Meds
- 2019 – Pain (con Expensive)
- 2019 – Stomach Right
- 2019 – WWF (con Jiggy the Goat)
- 2020 – I Be Goin Hard (con Hydrolic West e Hunnit Andretti)
- 2020 – Snow Globe
- 2020 – Slurred Words (con Hoodrich Keem)
- 2020 – Meg Thee Stallion (con Icewear Vezzo e GT feat. Veeze)
- 2020 – Tap In
- 2020 – Cuh Pete (feat. Amcc)
- 2020 – Zimmerman (con MTP Smoove)
- 2020 – Good to Me (con Guap Tarantino)
- 2020 – Dark Cloud (con Active Mindz e Sterl Gotti)
- 2021 – If You Know You Know (feat. Moneybagg Yo)
- 2021 – What the Business Is
- 2021 – Hate Me (con YS feat. Fenix Flexin)
- 2021 – It Ain't My Fault (con Big Sean e Hit-Boy)
- 2022 – Nice Guy
- 2022 – Spend It (con Blxst e Nija)
- 2023 – Topic of Discussion (con Shady Blu)
- 2023 – Ron Artest (con 42 Dugg)
- 2023 – 2 Million Up (con Peezy, Icewear Vezzo e Skilla Baby)
- 2023 – Fair Exchange (con Only Thrsday)
- 2023 – All Star Team
- 2023 – Donda Bag
- 2023 – Tom Brady (con Juice the Mag e Peezy)
- 2023 – Changes (con SheedTs)
- 2024 – Green Carpet
- 2024 – Money on My Mind
- 2024 – Understand
- 2024 – Shy Kid
- 2024 – Glory
- 2024 – Life Gets Hard (con Samuel Shabazz)
- 2024 – Ghetto Boyz (con Peezy)
- 2024 – Rubberband Man

## Tournée
- 2023 – Courtesy of the Mob Tour